# Commission internationale pour l'exploration scientifique de la Méditerranée
La Commission internationale pour l'exploration scientifique de la Méditerranée - acronyme (CIESM) - or Mediterranean Science Commission, est une organisation indépendante qui réunit 23 États, des centaines d'instituts marins et des milliers de chercheurs marins de toutes les rives du bassin méditerranéen et des mers voisines, dans le but de s'engager dans l‘exploration scientifique de la mer Méditerranée et de ses mers voisines et d'échanger sur les dernières avancées en océanographie.
Fondée par une Conférence Internationale tenue à Madrid en novembre 1919  sous la présidence du roi Alphonse XIII d'Espagne après un délai de cinq ans imposé par la Première Guerre mondiale , son objet est alors l'étude hydrographique et biologique des différentes parties de la Méditerranée, « en employant des méthodes uniformes » aux fins notamment de développer les pêcheries marines. En 1919, les pays fondateurs sont l'Espagne, la France, la Grèce, l'Italie, la Principauté de Monaco et la Tunisie .
Aujourd'hui la CIESM compte 23 États membres.

## Contexte international
En 1920 on comptait quatre autres organismes scientifiques internationaux avec des objectifs proches :
- le Conseil International pour l'Exploration de la Mer, or ICES, créé en 1902 in Copenhagen https://www.ices.dk/about-ICES/who-we-are/Pages/Our-history.aspx, qui semble être le premier organisme scientifique international  formellement constitué ;
- l' International committee on marine fishery investigations[2] ;
- la Section d'Océanographie du CIR, prédécesseur du CIUS, présidée par le Prince Albert Ier de Monaco[2]. Le CIR est « un vaste organisme scientifique international qui groupe toutes les branches diverses des sciences pures et appliquées dans les pays qui font partie de la Société des Nations »[2] ;
- la Commission de biologie économique du même Conseil, présidée en 1923 par M. Joubin, chargé de tout ce qui concerne les industries marines et les pêches, assisté d'un vice-président belge chargé de l'aquiculture[2]. ;

soit au total, avec la CIESM, cinq organismes internationaux, centrés sur l'Atlantique, le Pacifique-Nord, la mer du Nord et la Méditerranée. Ces organismes ont à cette époque fortement contribué au développement des pêcheries, à la recherche de nouvelles ressources pour répondre au recul ou à l'effondrement de certains stocks, et à la surpêche, tout en cherchant à mieux comprendre les richesses halieutiques.

## Histoire
Les velléités de mieux connaître la faune des profondeurs de la Méditerranée sont anciennes, comme en témoigne un rapport de 1882 de A Milne-Edwards relatif aux résultats des recherches entreprises par une commission créée par le Ministre de l'instruction publique afin d'« étudier la Faune sous-marine dans les grandes profondeurs de la Méditerranée et de l’océan Atlantique ». 
Sur la proposition du professeur italien Decio Vinciguerra et du professeur allemand Otto Krümmel qui trouvaient opportun de promouvoir l'exploration océanographique de la mer Méditerranée pour la pêche, le 9e Congrès international de géographie à Genève entérine en juillet 1908 le principe d'une commission ad hoc qui s'est réunie la première fois à Monaco, le 30 mars 1910 sous la présidence du prince Albert Ier de Monaco dans les locaux du musée océanographique qui venait d'être inauguré. Deux principes novateurs y sont avancés: d'une part la Commission doit être libre de toute ingérence politique et d'autre part les pays y seront représentés au niveau gouvernemental en vue d'assurer la meilleure écoute et prise en compte des avis scientifiques de la future Commission. Ainsi le 1er avril 1910 à Monaco la "Commission de la Méditerranée" adopte un « Plan de travaux océanographiques a exécuter dans les stations maritimes ».
La réunion suivante tenue à Rome en février 1914 a entériné le fait que tous les États riverains de la Méditerranée et de la mer Noire pourraient être membres. La réunion suivante, prévue en Espagne, n'a pas eu lieu du fait de la Première Guerre mondiale. L'Assemblée constituante de la Commission s'est finalement déroulée à Madrid en novembre 1919 à la suite d'une réunion préparatoire tenue en juin 1919 à Paris. La réunion fondatrice s'est déroulée avec des représentants de l'Égypte, l'Espagne, la France, la Grèce, l'Italie, Monaco, la Roumanie, la Tunisie et de la Turquie. Elle élit la Principauté de Monaco à la Présidence de la Commission en la personne du Prince Albert 1er. À la mort de ce dernier en 1922, la présidence sera assumée  par l'Italie.
De 1920 à 1923, la France a « exécuté ponctuellement les recherches qui lui avaient été attribuées; elles ont eu lieu dans la Méditerranée Occidentale, entre la France et la Tunisie et dans les eaux tunisiennes jusqu'à Gabès ; l'exécution des travaux a été confiée en 1920 au navire La Perche, sous la direction de Henri Heldt, et en 1921 et 1922 à M. le Professeur Georges Pruvot, directeur du Laboratoire de Banyuls, qui les a exécutés à bord de son navire l'Orcet ; de nombreux résultats intéressant les sciences et les pêches ont été obtenus en Méditerranée ».
Jusqu'à 1939, sous l'impulsion de la CIESM plusieurs observatoires seront fondés autour de la Méditerranée et de la mer Noire, et des navires de recherche notamment espagnols, français et italiens sont affrétés et entreprennent des campagnes dans le détroit de Gibraltar, le Bosphore, le détroit de Messine et le golfe de Gabès. Un bulletin est édité, des rapports détaillés des congrès scientifiques alors tenus tous les deux ans sont publiés, ainsi que les fiches illustrées de la Faune et flore de Méditerranée sous la direction du professeur Louis Joubin. Aux premiers pays membres viennent s'ajouter la Roumanie (1925), le royaume des Serbes (1927), la Turquie (1928) et des territoires alors sous mandat français, espagnol ou britannique. 
Les travaux de la Commission seront suspendus pendant la Seconde Guerre mondiale et les réunions ne reprendront qu'en 1951 à l'Institut océanographique de Paris. En 1956, lors du 15ème congrès de la CIESM à Istanbul, la Commission élit Monaco en la personne du Prince Rainier III à sa présidence, et reconduit le Prof. Jean Furnestin dans ses fonctions de secrétaire général. Lui succéderont à ce poste le Commandant Jacques Yves Cousteau en 1966, puis le Prof. François Doumenge de 1988 à 2007.   
En 1992 adhèrent la Croatie, la Slovénie et l'Ukraine, suivies par la Russie (2013) et l'Albanie (2019). Par ailleurs, depuis 1969, un changement des statuts permet à quelques pays non riverains mais engagés historiquement en recherche marine en Méditerranée de rejoindre la CIESM : l'Allemagne (1969), la Suisse (1970), les Pays-Bas (1994) et le Portugal (2004). En 1996, la CIESM se restructure en six comités thématiques : Marine Geosciences, Physics and Climate of the Ocean, Marine Biogeochemistry, Marine Microbiology and Biotechnology, Living Resources and Marine Ecosystems, Coastal Systems and Marine Policies https://ciesm.org/people/chairs/index.htm-, dont les présidents élus par le congrès sont réunis sous l'égide d'un conseil scientifique.

## Organisation actuelle
Cette section ne s'appuie pas, ou pas assez, sur des sources secondaires ou tertiaires indépendantes du sujet.

Pour l'améliorer, ajoutez-en, ou placez des modèles {{Source secondaire souhaitée}} ou {{Source secondaire nécessaire}} sur les passages mal sourcés. (août 2024)
En 2007, le Conseil de la CIESM décide de fusionner le poste de Secrétaire Général avec celui de Directeur Général, fonction occupée par le Prof. Frédéric Briand jusqu'en septembre 2023, date à laquelle le Dr Laura Giuliano est élue par le Board pour lui succéder.  
On recense aujourd'hui[Quand ?] 24 pays membres : l'Albanie, l'Algérie, l'Allemagne, Chypre, la Croatie, l'Égypte, l'Espagne, la France, la Grèce, Israël, l'Italie, le Liban, Malte, le Maroc, Monaco, le Portugal, la Russie, la Roumanie, la Slovénie, la Suisse, la Syrie, la Tunisie, et la Turquie.
Au delà du Conseil des pays membres, la CIESM s'appuie sur un conseil scientifique composé des présidents de ses six comités scientifiques, coordonnés par une direction générale dont le siège est à Monaco et des bureaux détachés à Paris. La Commission est responsable de projets internationaux de recherche , de colloques et ateliers qui aboutissent à des monographies et atlas sur des thèmes très divers, couvrant les volcans et canyons sous-marins, les chaines trophiques des virus marins aux baleines, la crise de salinité du Messinien, les migrateurs, les biotechnologies marines, l'acidification, les scénarios de changement climatique des océans, les extinctions d'espèces, la pollution plastique, les espèces invasives, etc[réf. nécessaire]. 
Par ailleurs la Commission assure les échanges et la diffusion des dernières découvertes scientifiques entre les nombreux Instituts de recherche marine de Méditerranée , et organise un Congrès International une fois tous les trois ans, dont les plus récents se sont déroulés à Venise, Italie (2010), Marseille, France (2013), Kiel, Allemagne (2016) Cascais, Portugal (2019) et Palerme, Italie (2024), après une parenthèse de cinq ans due à la pandémie du Covid-19.